# Nelima troglodytes
Nelima troglodytes is een hooiwagen uit de familie Sclerosomatidae.